# Чорноволенко Олександр Віленович
Олекса́ндр Віле́нович Чорново́ленко (нар. 28 березня 1955, м. Київ) — український політик. Народний депутат України. Кандидат економічних наук (з 1985). Старший науковий співробітник відділу регіональних систем управління Інституту кібернетики НАН України. Член Народного Руху України (з 1989), голова Центральної контрольно-ревізійної комісії, член Політради (з березня 1999) та голова Київської міської організації.

## Життєпис
Народився в сім'ї українського радянського філософа-марксиста і соціолога Вілена Пилиповича Чорноволенка.
З 1972 до 1977 року навчався на факультеті кібернетики Київського університету імені Тараса Шевченка за спеціальністю «Економічна кібернетика». За фахом математик-економіст. Захистив кандидатську дисертацію за темою «Організація та методи синхронізації виробництва». Заслужений економіст України.

## Кар'єра
- Травень 1990 — липень 1994 — депутат, співголова планово-бюджетної комісії, співголова Демблоку, голова фракції НРУ у Московській районній раді міста Києва.
- З липня 1994 — депутат (XXII, XXIII скликань), голова депутатської групи «Столиця», заступник голови постійної депутатської комісії з питань планування, бюджету та фінансів, голова підкомісії з питань соціально-економічного розвитку Києва Київської міської ради.
- Травень 1990 — жовтень 1992 — заступник голови, з жовтня 1992 — голова Московської районної організації НРУ міста Києва.
- З грудня 1993 — голова Центральної контрольно-ревізійної комісії НРУ.
- Вересень 1996 — жовтень 1998 — начальник валютно-експертного управління Київської міської державної адміністрації.
- З червня 1996 — заступник голови, з квітня 1999 — голова Київської міської організації НРУ.

У 2007 році підтримав призначення Юлії Тимошенко прем'єр-міністром, і обрання Арсенія Яценюка Головою Верховної Ради. У 2008 був одним з найактивніших борців за збереження Юлії Тимошенко на посту прем'єр-міністра.
У 2008 році, як голова Київської міської організації Народного Руху України головував на конференції по створенню Блоку Віталія Кличка на виборах мера і Київради. Запропонував висунути Віталія Кличка на посаду Київського міського голови.
У 2009–2010 роках був заступником керівника Київського міського штабу по виборах Юлії Тимошенко Президентом України. У 2012 році на підтримку незаконно ув'язненої Юлії Тимошенко вступив до політичної партії «Батьківщина». Заступник керівника виборчого штабу ВО «Батьківщина» в Києві.
Автор понад 50 наукових праць, зокрема монографії «Опыт моделирования социальных процессов» (1989, співавтор).

## Особисте життя
Володіє англійською мовою. Захоплюється історією, етнографіяєю, політологією та соціологією.

### Родина
- Українець.
- Батько Вілен Пилипович (1929) — соціолог, кандидат філософських наук, завідувач сектору Інституту соціології НАН України.
- Мати Клара Петрівна (1931) — філософ, кандидат філософських наук, доцент Київського державного інституту фізкультури та спорту.
- Дружина Закревська Людмила Олександрівна (1954) — математик-економіст, кандидат економічних наук, старший науковий працівник Інституту кібернетики НАН України, депутат Київської міської ради.
- Син Андрій (1987) — студент Київського інституту міжнародних відносин.

## Парламентська діяльність
Народний депутат України 3-го скликання з 13 жовтня 1998 до 14 травня 2002 від НРУ, № 43 в списку. На час виборів: начальник валютно-експертного управління Київської міської державної адміністрації, член НРУ. Паралельно балотувався за виборчім округом № 213 міста Києва. З'явилося 54.9 %, «за» 13.0 %, 2 місце з 25 претендентів. Член фракції НРУ (жовтень 1998 — березень 1999), уповноважений представник фракції НРУ (першої) (з березня 1999, з квітня 2000 — фракції НРУ). Член Комітету Верховної Ради України з питань бюджету (з листопада 1998).
Народний депутат України 4-го скликання з 14 травня 2002 до 25 травня 2006 від блоку Віктора Ющенка «Наша Україна», № 35 в списку. На час виборів: народний депутат України, член НРУ. Член фракції «Наша Україна» (15 травня 2002 — 7 вересня 2005), уповноважений представник фракції НРУ (з 7 вересня 2005). Член Комітету з питань бюджету (з 11 червня 2002).
Народний депутат України 5-го скликання з 25 травня 2006 до 12 червня 2007 від Блоку «Наша Україна», № 51 в списку. На час виборів: народний депутат України, член НРУ. Член фракції Блоку «Наша Україна» (з 25 травня 2006). Член Комітету з питань бюджету (з 18 червня 2006). 12 червня 2007 достроково припинив свої повноваження під час масового складення мандатів депутатами-опозиціонерами з метою проведення позачергових виборів до Верховної Ради України.
Народний депутат України 6-го скликання з 23 травня 2007 від Блоку «Наша Україна — Народна Самооборона», № 70 в списку. На час виборів: голова Київської міської організації НРУ, член НРУ. Член фракції Блоку «Наша Україна — Народна Самооборона» (з 23 листопада 2007). Член Комітету з питань бюджету (з 26 грудня 2007).
У Верховній Раді України, будучи членом бюджетного Комітету, послідовно і наполегливо відстоював інтереси киян. У 2007–2012 роках був автором 21 законопроєкту. У тому числі законопроєкту № 10116 про повернення місту Києву 100 % податку на доходи фізичних осіб (що повинно збільшити надходження до київського бюджету більш ніж на 8 мільярдів гривень щорічно, або по 4 тисячі гривень на кожного дорослого киянина в рік), а також законопроєктів № 7083-1, 7088, 10582, 10583, 10584, спрямованих на повернення самоврядування громадянам Києва (що дасть можливість киянам розпоряджатися більш ніж 24 мільярдів гривень київського бюджету). Тільки за 2007–2012 роки зробив майже 600 депутатських звернень, 253 депутатських запитів, значна частина з яких пов'язана з розв'язанням проблеми фінансування розвитку Києва — будівництва метро, міської інфраструктури та соціальної сфери міста.[джерело?] Автор 1106 поправок до законопроєктів, у тому числі майже 50 поправок до Закону України «Про пенсійну реформу», націлених на захист інтересів пенсіонерів та недопущення підвищення пенсійного віку, 80 поправок до Закону «Про гарантії держави щодо виконання судових рішень», які були спрямовані на збереження права на пільги для громадян; понад 90 поправок до Податкового кодексу; 142 поправки до Бюджетного кодексу України.[джерело?]